# Georgi Gospodinov
Georgi Gospodinov (* 7. ledna 1968, Jambol), bulharsky Георги Господинов, je bulharský spisovatel.
Gospodinov patří mezi nejpopulárnější a nejpřekládanější současné bulharské autory. Z prozaické tvorby byla zatím do češtiny přeložena čtyři jeho díla. Jako první vyšla sbírka povídek Gaustin neboli Člověk s mnoha jmény, poté následoval Přirozený román a v roce 2018 vyšel také jeho román Fyzika smutku. 
V roce 2023 obdržel, jako první bulharský spisovatel, Mezinárodní Bookerovu cenu, a to za román, jenž v angličtině vyšel pod názvem Time Shelter (v originále: Времеубежище). Za tento text získal i Evropskou cenu Strega v roce 2021. Pod názvem Časokryt, v překladu Davida Bernsteina, vydalo nakladatelství Argo v roce 2024.

## Dílo
- Přirozený román
- Gaustin neboli Člověk s mnoha jmény
- Fyzika Smutku
- Časokryt

## Vyznamenání
- Řád svatých Cyrila a Metoděje I. třídy – 2016[3]